# Waterfall (Wendy & Lisa)
Waterfall is een nummer van het Amerikaanse muziekduo Wendy & Lisa. Het is de eerste single van hun titelloze debuutalbum uit 1987. De single werd in augustus dat jaar uitgebracht.

## Achtergrond
Nadat Prince in 1986 zijn begeleidingsband The Revolution ontbond, richtten zijn gitariste en toetseniste het duo Wendy & Lisa op. Als eerste single brachten ze "Waterfall" uit, waarmee ze in Nederland en Vlaanderen meteen een hit op hun naam schreven.
In Nederland was de plaat op zaterdag 22 augustus 1987 Favorietschijf bij de NCRV op Radio 3, werd vervolgens ook opgepikt door de NOS, KRO, AVRO, VARA, TROS en Veronica en werd hierdoor een radiohit in de destijds twee hitlijsten op de nationale publieke popzender. De single bereikte de 13e positie in de Nederlandse Top 40 en de 17e positie in de Nationale Hitparade Top 100. De Europese hitlijst op Radio 3, de TROS Europarade, werd niet bereikt, aangezien deze lijst op donderdag 25 juni 1987 voor de laatste keer werd uitgezonden.
In België bereikte de plaat de 12e positie in de Vlaamse Radio 2 Top 30 en de 15e positie in de voorloper van de Vlaamse Ultratop 50. In Wallonië werd géén notering behaald.
In thuisland de Verenigde Staten had de plaat met een 56e positie in de Billboard Hot 100 echter niet veel succes.